# لورين بوشار
لورين بوشار هو كاتب، منتج ومخرج أمريكي ولد في 10 أكتوبر 1969. أشتهر لكتابته مسلسل برغر بوب.

## روابط خارجية
- لورين بوشار على موقع IMDb (الإنجليزية)
- لورين بوشار على موقع ألو سيني (الفرنسية)
- لورين بوشار على موقع ميوزك برينز (الإنجليزية)
- لورين بوشار على موقع إن إن دي بي (الإنجليزية)
- لورين بوشار على موقع ديسكوغز (الإنجليزية)
- لورين بوشار على موقع قاعدة بيانات الفيلم (الإنجليزية)
- لورين بوشار على موقع كينوبويسك (الروسية)